# Gobernador Mayer (río Coig)
Gobernador Mayer es una localidad argentina del departamento Güer Aike de la Provincia de Santa Cruz. Está ubicada sobre la Ruta Provincial 5, a orillas del brazo norte del río Coig (o Coyle).
Posee un juzgado de paz, cuyo distrito judicial abarca gran parte del noroeste del departamento Güer Aike.

## Toponimia
Su nombre fue colocado en honor a Germán Edelmiro Mayer, un militar argentino que combatió en las guerras civiles argentinas así como en otras contiendas (Guerra de Secesión de los Estados Unidos y Segunda Intervención Francesa en México). Fue el tercer gobernador del Territorio Nacional de Santa Cruz durante la década de 1890, falleciendo en Río Gallegos en 1897. 